# Thrashcore
Genres dérivés
Crossover thrash, grindcore, powerviolence
Le thrashcore (également connu sous le terme de fastcore) est un sous-genre musical, caractérisé par un tempo élevé appartenant au punk hardcore.

## Terminologie
Le thrashcore est souvent confondu avec le crossover thrash et parfois le thrash metal,. Cette confusion vient du fait que certains groupes de crossover, comme D.R.I., se soient initialement lancés dans le thrashcore. Le terme de thrashcore est retracé aux alentours de 1993. Dans les années 1980, le terme de thrash est utilisé comme un synonyme du punk hardcore (comme le prouve la compilation New York Thrash de 1982). Il est finalement utilisé pour définir un style plus rapide et intense mené par DRI, avant la période crossover. Le suffixe « -core » est nécessaire pour le différencier de la scène thrash metal, qui est également appelée « thrash » par les fans. Au-delà, le terme « thrashcore » est occasionnellement utilisé par la presse spécialisée pour décrire le metalcore influencé par le thrash metal.

## Histoire

### Origines
Tandis que les groupes punk hardcore se distinguent eux-mêmes de leurs prédécesseurs du genre punk rock par leur plus grande violence et intensité, les groupes thrashcore (souvent et simplement identifié comme « thrash ») jouent à un rythme plus effréné qui radicalise considérablement le hardcore. Les groupes thrash sont originaires, ou évoluent en parallèle, du street punk britannique, en particulier le D-beat. Les premiers groupes thrash américains impliquaient Cryptic Slaughter (Santa Monica), DRI (Houston), Septic Death (Boise) et Siege (Weymouth, Massachusetts). D'autres groupes internationaux comme Electro Hippies, Lärm, Raw Power et SOB ont également influencé le style musical.

### Powerviolence
La scène powerviolence émerge grâce à la branche thrashcore comme sous-genre musical américain (Californie) de la scène grindcore britannique, ayant émergé depuis le crust punk. Les groupes powerviolence se considéraient différents de ceux de la scène grindcore car cette dernière se distingue de plus en plus du death metal originaire de Floride, de Suède et du Brésil. Les groupes powerviolence évitent de s'associer au heavy metal, crossover thrash, au thrash metal et au grindcore, tout en incorporant également des breaks sludge. En plus du thrashcore, les groupes de powerviolence se sont également inspirés du crust punk, et parfois du noise. Les principaux groupes associés au powerviolence comprenaient Infest, No Comment, Hellnation, Man Is The Bastard, Crossed Out, Charles Bronson, Spazz et Rorschach.

### Résurrection
Le style thrashcore renait au début des années 1990, tandis que des groupes auparavant associés au powerviolence ou au grindcore commencent à composer leur propre vision du thrashcore. Ce style était surnommé « bandanna thrash ». Ces groupes des années 1990 impliquaient Code 13, MK-ULTRA, Guyana Punch Line, What Happens Next? et R.A.M.B.O. (États-Unis), Vitamin X (Pays-Bas), Vivisick (Japon) et Voorhees (Royaume-Uni). Contrairement aux tout premiers groupes du genre thrashcore, ces groupes étaient souvent associés à d'autres éléments sonores du punk hardcore des années 1980 incluant straight edge, anarcho-punk, youth crew, ou crust punk.